# Børnenes eget cirkus
|  | Denne artikel er oprettet af botten Steenthbot ud fra en ekstern database. Den kan derfor have sproglige fejl eller mangler. Denne skabelon kan fjernes efter kontrol af indholdet. |

Børnenes eget cirkus er en dansk dokumentarisk optagelse.

## Handling
Børn optræder for børn med "Friluftsscenens Børnekabaret" på Bakken - en blanding af cirkusnumre, sang og akrobatik. Herefter er det optagelser fra manegen i Cirkus Benneweis, hvor Franz Trubka træner tigre og løver sammen med sin søn Henrik Bjørn Trubka. Der er også brune bjørne og isbjørne med i nummeret.